# Хикъри (окръг, Мисури)
Окръг Хикъри (на английски: Hickory County) е окръг в щата Мисури, Съединени американски щати. Площта му е 1067 km², а населението - 8940 души (2000). Административен център е град Хермътъдж.